# Ryūichi Kamiyama
Ryūichi Kamiyama (神山 竜一?, Kamiyama Ryūichi; Osaka, 10 novembre 1984) è un ex calciatore giapponese, di ruolo portiere.